# فؤاد أبو شقرا
فؤاد أبو شقرا (1 فبراير 1967-) هو مدرب كرة السلة لبناني. اشتُهر مع فريق النادي الرياضي بيروت الذي درّبه لفترة طويلة محرزًا معه بطولات الدوري اللبناني وكأس الأندية العربية في كرة السلة وكأس آسيا أكثر من مرّة.